# Negrone (torrente)
Il Negrone è un torrente che scorre nelle province di Cuneo e di Imperia. Assieme al Tanarello rappresenta uno dei due rami sorgentizi del fiume Tanaro.

## Idronimo
L'origine del nome Negrone è incerta; viene fatta da alcuni risalire al colore scuro delle rocce che emergono in varie parti del letto del torrente, da altri all'ombrosità della vallata percorsa dal corso d'acqua.

## Percorso
Il Negrone nasce con il nome di torrente Giareto o Ciairello sul versante orientale della Cima Missun (Alpi Liguri), nei pressi del Confine tra la Francia e l'Italia. Scorre inizialmente in territorio piemontese (comune di Briga Alta) e comincia poi a segnare il confine tra Piemonte e Liguria. Dopo aver cambiato nome in torrente Corvo raggiunge Upega. Qui raccoglie da sinistra le acque del rio Nivorina e cambia nuovamente nome in Negrone, ruotando verso est. A valle di Upega le acque del Negrone scompaiono in un inghiottitoio detto Garb del Batau; il torrente si riforma circa 500 metri dopo, all'uscita della caratteristica Gola delle Fascette. Il suo corso ruota poi verso sud-est, così che con un ampio arco va a confluire con il Tanarello a Pian Laiardo (911 m), al confine tra i comuni di Cosio d'Arroscia (IM) e Ormea (CN), dando origine al Tanaro.

## Affluenti principali
- In sinistra idrografica:
  - rio Colla Bassa,
  - rio Cantalupo;
- in destra idrografica:
  - rio Nivorino (o Nivorina),
  - rio di Carnino,
  - valle della Fuse,
  - torrente Regioso.

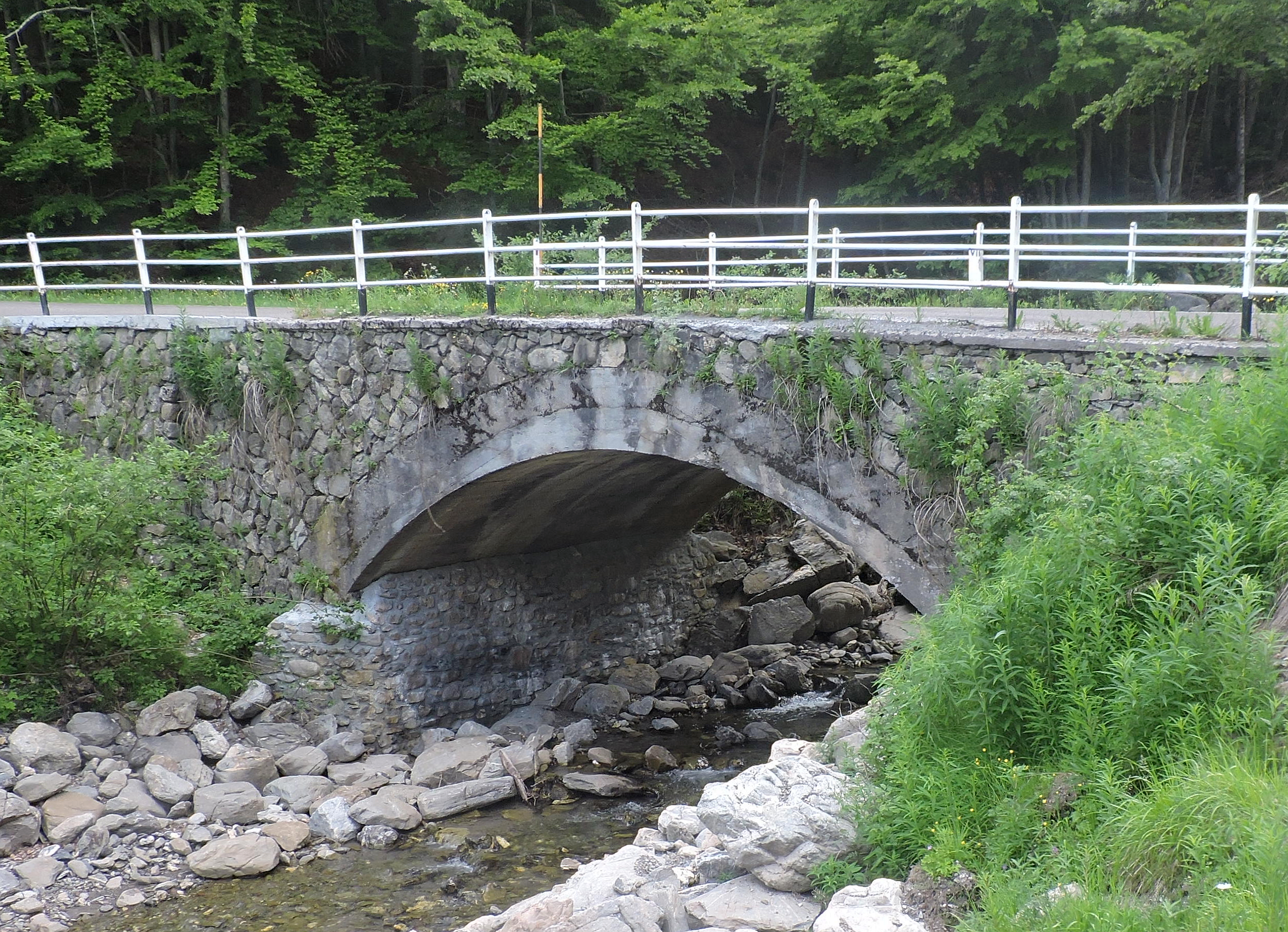
Ponte sul torrente Corvo

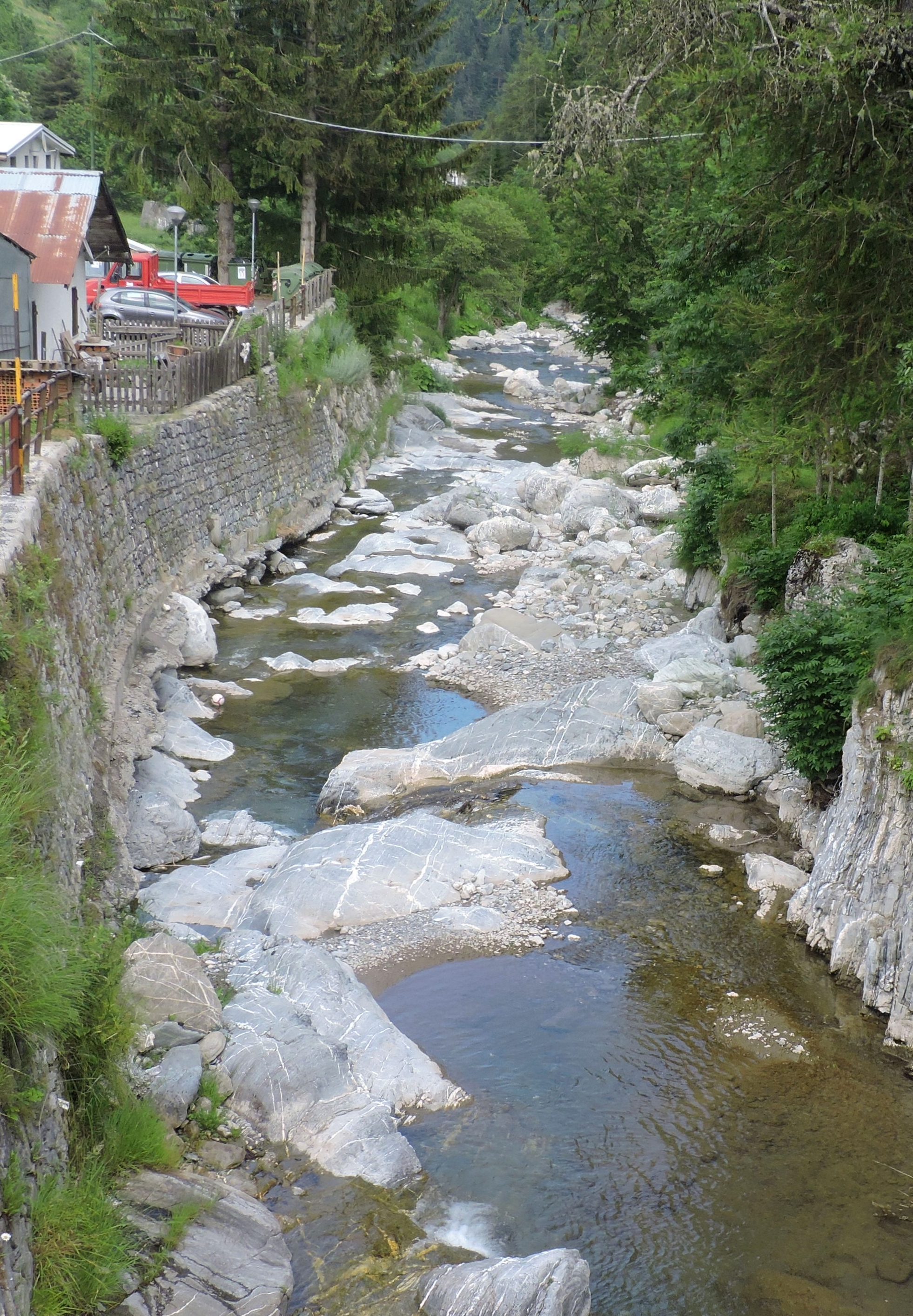
Il Rio Nivorina a Upega

L'area di alimentazione del Negrone, data la natura carsica delle zone attraversate, è probabilmente più estesa del suo bacino idrografico. Questo perché il torrente è alimentato, oltre che dalle acque di ruscellamento superficiale, anche da flussi sotterranei che raccolgono presumibilmente acqua anche oltre il confine francese.

## Pesca
Da un punto di vista della pesca il torrente viene considerato ricco di trote.